# Samuel Lysons

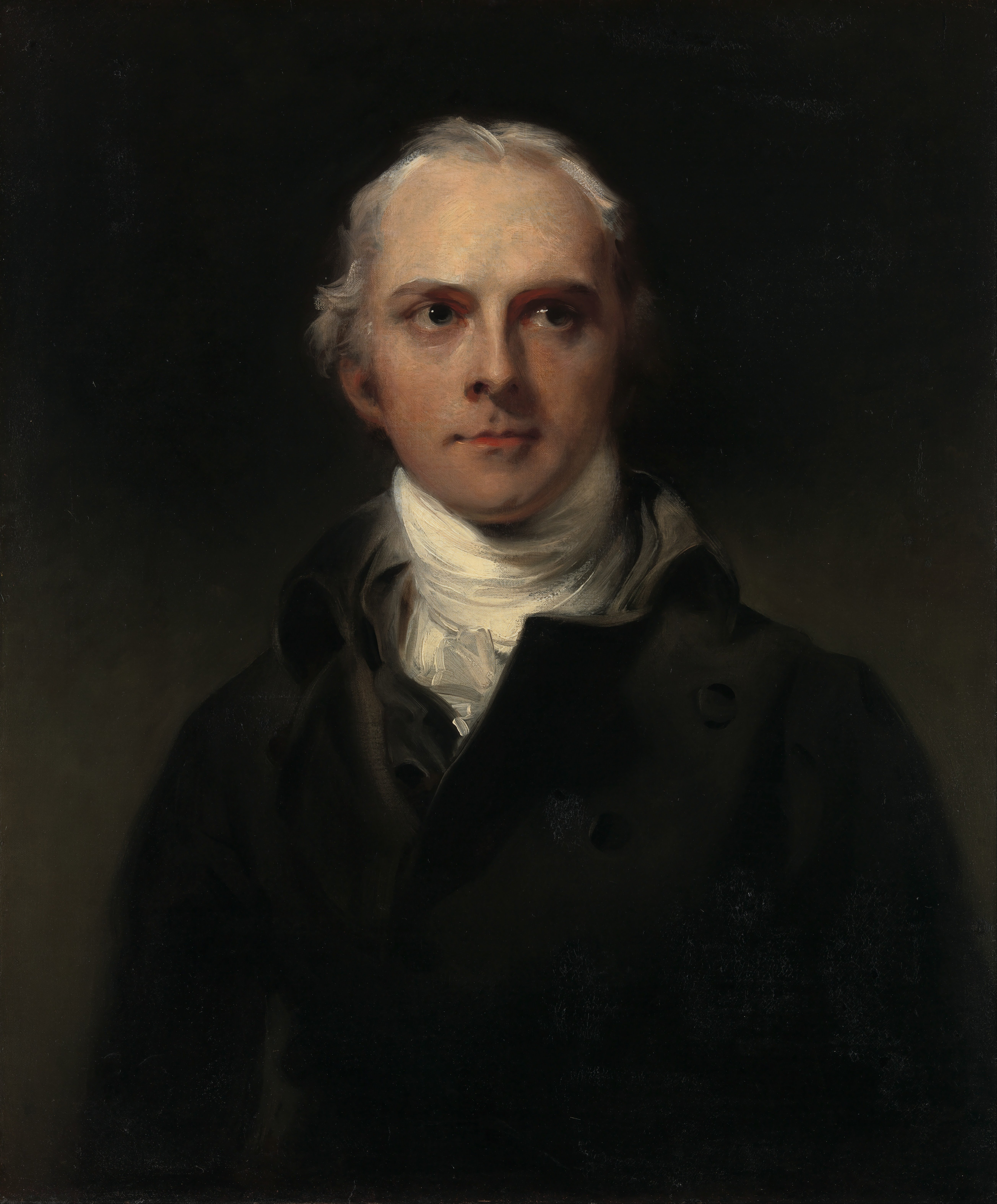
Thomas Lawrence: Bildnis Samuel Lysons, 1799

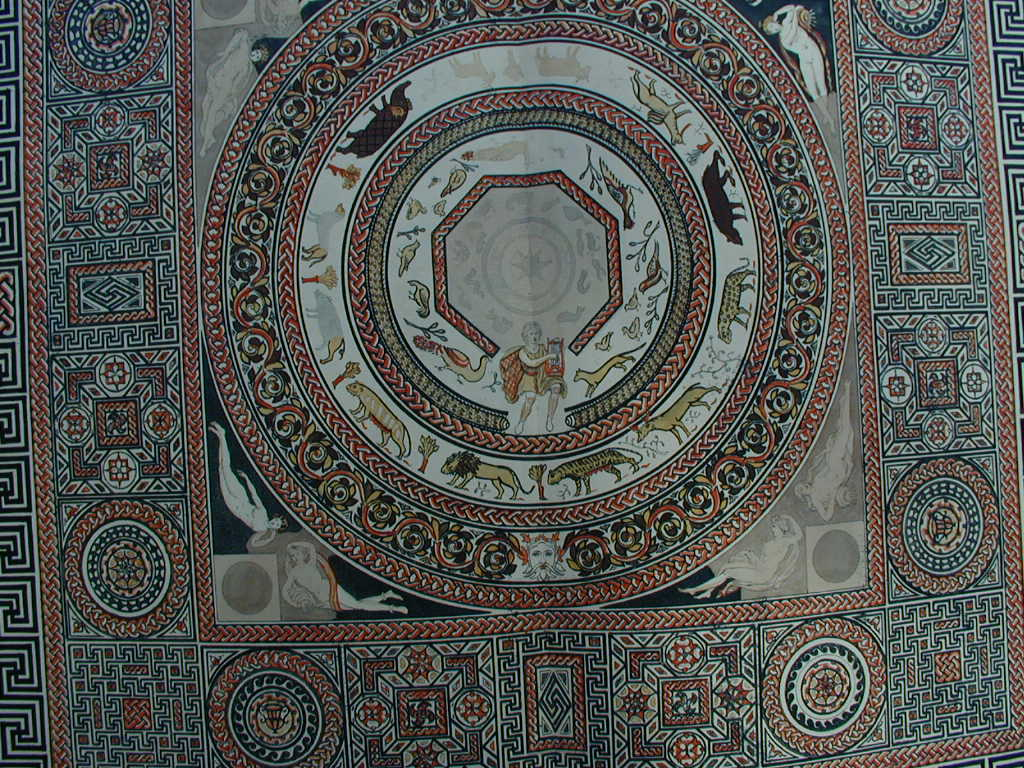
Mosaik von Woodchester

Samuel Lysons (* 1763; † Juni 1819) war ein englischer Altertumsforscher und Kupferstecher.
Lysons besuchte die Bath Grammar School und studierte dann Jura am Inner Temple in London. Von 1798 bis 1803 praktizierte er als Jurist. 1803 wurde er zum Keeper of the Records of the Tower of London ernannt. Von besonderem Interesse sind heute seine Untersuchungen und Ausgrabungen römischer Hinterlassenschaften in England. Er war Mitglied der Society of Antiquaries of London, deren Direktor er von 1798 bis 1809 war. Seit 1797 war er auch Mitglied der Royal Society. 1818 wurde er zum Professor für Altertumskunde an der Royal Academy ernannt.
Samuel Lysons führte zahlreiche Ausgrabungen vor allem in Gloucestershire durch, wo er beheimatet war. Ab 1794 grub er die Römische Villa bei Woodchester und die Mosaiken der Villa aus, darunter das größte jemals in England ausgegrabene Mosaik. Die Grabung wurde 1797 unter dem Titel An Account of Roman Antiquities discovered at Woodchester in the County of Gloucester publiziert. Die Publikation ist großformatig und enthält 40 Farbstiche, die die Mosaiken der Villa dokumentieren. Weitere Ausgrabungen fanden in Colesbourne, Frampton, Rodmarton, Withington und Great Witcombe statt. Eine wichtige Grabung war die Römervilla in Bignor, wo er die Ausgrabungen von 1811 bis 1819 beaufsichtigte.

## Schriften
- Views and Antiquities of the County of Gloucestershire. 1791
- An account of Roman antiquities discovered at Woodchester in the county of Gloucester, London 1797
- A Collection of Gloucestershire Antiquities. 1803
- Reliquiae Britannico-Romanae, 3 Bände, London 1813–1817